# Tarzan - Il mistero della città perduta
Tarzan – Il mistero della città perduta (Tarzan and the Lost City) è un film d'avventura statunitense del 1998 diretto da Carl Schenkel, con protagonisti Casper Van Dien e Jane March.
Il film, girato in Sudafrica, è basato sui racconti su Tarzan di Edgar Rice Burroughs.

## Trama
1913: Jane Porter sta per sposarsi con Tarzan, ora conosciuto come Lord John Clayton III, Conte di Greystoke.
Alla vigilia del matrimonio, viene però turbata da un incubo, in cui vede la sua città natale, che si trova in Africa, in pericolo: Jane e John decidono così di partire alla volta del continente africano per dare una mano alla popolazione.
Una volta giunti in Africa, si troveranno a dover fronteggiare l'esploratore Nigel Ravens, deciso a saccheggiare gli antichi tesori della leggendaria città di Opar.